# Attentat de Lashio
 (juin 2021).
L'attentat de Lashio est un attentat à la bombe survenu le 21 février 2018 dans la ville de Lashio, dans le nord de l'État shan, en Birmanie, qui a tué deux employés de la banque Yoma (en) et en a blessé 22 autres.

## Contexte
Les attentats à la bombe ne sont pas rares dans l'État Shan, où règne un conflit permanent entre le gouvernement de la Birmanie et divers groupes d'insurgés. Cependant, les attentats à la bombe ont tendance à être à petite échelle et les victimes civiles sont rares.

## Attentat
Vers 16 h 30 (UTC+06:30) le 21 février 2018, une bombe a explosé entre deux banques, les Yoma Bank et Aya Bank, tuant sur le coup deux employés de la première. Vingt-deux autres personnes ont été blessées dans l'explosion.

## Conséquences
Le 23 février 2018, le gouvernement de l'État Shan a annoncé qu'il indemniserait les victimes de l'attentat, offrant 500 000 kyats (375 dollars américains) aux familles des deux défunts et 200 000 à 300 000 kyats aux blessés.